# Dinaromys bogdanovi
L'arvicola delle nevi dei Balcani (Dinaromys bogdanovi  Martino V & Martino E, 1922) è un roditore della famiglia dei Cricetidi, unica specie del genere Dinaromys (Kretzoi, 1955), endemica dei Balcani.

## Descrizione

### Dimensioni
Roditore di medie dimensioni, con la lunghezza della testa e del corpo tra 100 e 150 mm, la lunghezza della coda tra 60 e 119 mm, la lunghezza del piede tra 22 e 26,5 mm, la lunghezza delle orecchie tra 14 e 23 mm e un peso fino a 88 g.

### Caratteristiche craniche e dentarie
I molari hanno le radici.
Sono caratterizzati dalla seguente formula dentaria:

### Aspetto
La pelliccia lunga e setosa diviene più lunga in inverno. Le parti dorsali sono grigio-azzurre scure, mentre le parti ventrali sono più chiare. La linea di demarcazione lungo i fianchi è netta.  Le orecchie sono grandi, con dei lobi ben sviluppati. Gli occhi sono piccoli. La coda è lunga più della metà della testa e del corpo, è chiara con una striscia longitudinale grigiastra sulla parte superiore.  Le femmine hanno 3 paia di mammelle. Il cariotipo è 2n=54 FN=58.

## Biologia

### Comportamento
È una specie terricola e notturna, ma può essere osservata anche di giorno. Si rifugia in profonde feritoie tra le rocce che le offrono riparo e condizioni climatiche favorevoli per costruire i nidi.

### Alimentazione
Si nutre di parti vegetali in inverno e di gemme e germogli di conifere in estate.

### Riproduzione
Danno alla luce 1-2 piccoli alla volta l'anno. Raggiungono la maturità sessuale a due anni. La densità della popolazione è modesta. L'aspettativa di vita è fino a 4 anni.

## Distribuzione e habitat
Questa specie è diffusa in Croazia, Bosnia ed Erzegovina, Serbia, Montenegro e Macedonia occidentale. Potrebbe essere presente anche in Albania e Grecia settentrionale.
Vive esclusivamente in zone carsiche calcaree, tra rocce nelle radure sopra la linea degli alberi fino a 2.200 metri di altitudine.

## Tassonomia
Sono state riconosciute 8 sottospecie:
- D.b.bogdanovi: Serbia occidentale;
- D.b.coeruleus (Miric, 1960): Monte Trebević, Bosnia ed Erzegovina sud-orientale;
- D.b.grebenscikovi (Martino, 1935): Monte Zljeb, Montenegro orientale, Monti Bistra, Macedonia del Nord occidentale;
- D.b.korabensis (Martino, 1937): Monte Korab, Macedonia del Nord occidentale;
- D.b.longipedis (Dulic & Vidimic, 1967): Monti Dinara, Croazia meridionale;
- D.b.marakovici (Bolkay, 1924): Monte Bjelašnica, Bosnia ed Erzegovina sud-orientale;
- D.b.preniensis (Martino, 1940): Monte Prenj, Bosnia ed Erzegovina sud-orientale;
- D.b.trebevicensis (Gligic, 1959): Monte Trebević, Bosnia ed Erzegovina sud-orientale.

## Conservazione
La IUCN Red List, considerato che il suo habitat è frammentato e specializzato e che potrebbe essere in atto un declino della popolazione in parte del suo areale, classifica D.bogdanovi come specie vulnerabile (VU).